# Frankie and Johnny (álbum)
Frankie and Johnny es el vigésimo quinto álbum de estudio del músico y cantante estadounidense Elvis Presley, publicado por la compañía discográfica RCA Victor en marzo de 1966. El álbum, que sirvió de banda sonora a la película homónima, fue grabado en los Radio Recorders de Hollywood, California los días 12, 13 y 14 de mayo de 1965. Alcanzó el puesto veinte en la lista estadounidense Billboard 200 y fue certificado como disco de platino por la RIAA en enero de 2004.

## Contenido
Para coincidir con el escenario de la película, desarrollada en el siglo XIX, la banda sonora utilizó varias canciones tradicionales. Al respecto, «When the Saints Go Marching In» es un viejo himno gospel que se convirtió en un clásico del jazz asociado con el hot jazz de Nueva Orleans. La canción está enlazada a modo de popurrí con «Down by the Riverside», otra canción tradicional gospel del siglo XIX. Ambas canciones son de dominio público, y el equipo compositivo formado por Giant, Baum y Kaye cedieron los derechos de publicación a Freddy Bienstock y al representante de Presley, Tom Parker. La canción que da título a la película y a la banda sonora, «Frankie and Johnny», es una variación de una canción tradicional estadounidense homónima, publicada por primera vedz en 1904 y acreditada a Hughie Cannon. Con nuevas letras, nuevos derechos de publicación fueron asegurados a Gladys Music.
Las sesiones de grabación dieron lugar a doce canciones, todas ellas utilizadas en la banda sonora. ´«Frankie and Johnny» fue publicada como sencillo, con «Please Don't Stop Loving Me» como cara B. Publicado poco antes del lanzamiento de la banda sonora, «Frankie and Johnny» alcanzó el puesto veinticinco de la lista Billboard Hot 100, mientras que su cara B llegó al puesto 45.
En noviembre de 1976, Pickwick Records reeditó la banda sonora con una nueva portada, mostrando una imagen de Presley de la década de 1970. La lista de canciones también fue cambiada, y tres temas del álbum original, «Chesay», «Look Out Broadway» y «Everybody Come Aboard», fueron omitidos. Esta reedición se mantuvo catalogada durante varios años, y tras la muerte de Presley en agosto de 1977, cuando RCA reeditó todos sus discos, un acuerdo entre RCA y Pickwick prohibió a RCA reeditar la versión original de la banda sonora.

## Lista de canciones
| Cara A |                                    |                                         |          |  |
| N.º    | Título                             | Escritor(es)                            | Duración |  |
| 1.     | «Frankie and Johnny (canción)»     | Alex Gottlieb, Fred Karger, Ben Weisman | 2:32     |  |
| 2.     | «Come Along»                       | David Hess                              | 1:52     |  |
| 3.     | «Petunia, the Gardener's Daughter» | Roy C. Bennett and Sid Tepper           | 2:59     |  |
| 4.     | «Chesay»                           | Ben Weisman, Fred Karger, Sid Wayne     | 1:39     |  |
| 5.     | «What Every Woman Lives For»       | Doc Pomus and Mort Shuman               | 2:27     |  |
| 6.     | «Look Out, Broadway»               | Fred Wise and Randy Starr               | 1:40     |  |

| Cara B |        |              |          |  |
| N.º    | Título | Escritor(es) | Duración |  |

## Personal
- Elvis Presley – voz
- The Jordanaires – coros
- Eileen Wilson – coros
- George Worth – trompeta
- Richard Noel – trombón
- John Johnson – tuba
- Gus Bivona – saxofón
- Scotty Moore – guitarra eléctrica
- Tiny Timbrell – guitarra acústica
- Charlie McCoy – armónica
- Larry Muhoberac – piano
- Bob Moore – contrabajo
- D. J. Fontana, Buddy Harman – batería

## Posición en listas
| País           | Lista                | Posición |
| -------------- | -------------------- | -------- |
| Estados Unidos | Billboard Pop Albums | 20       |

## En la cultura popular
Durante la escena de la película donde Elvis canta "Down by the Riverside / When the Saints Go Marching In" él aparece luciendo un traje militar de desfile.  Un año más tarde en 1967 The Beatles copiarían esta vestimenta para la portada de su álbum Sgt Peper's Lonely Hearts Club Band.